# Łopatka pływacka

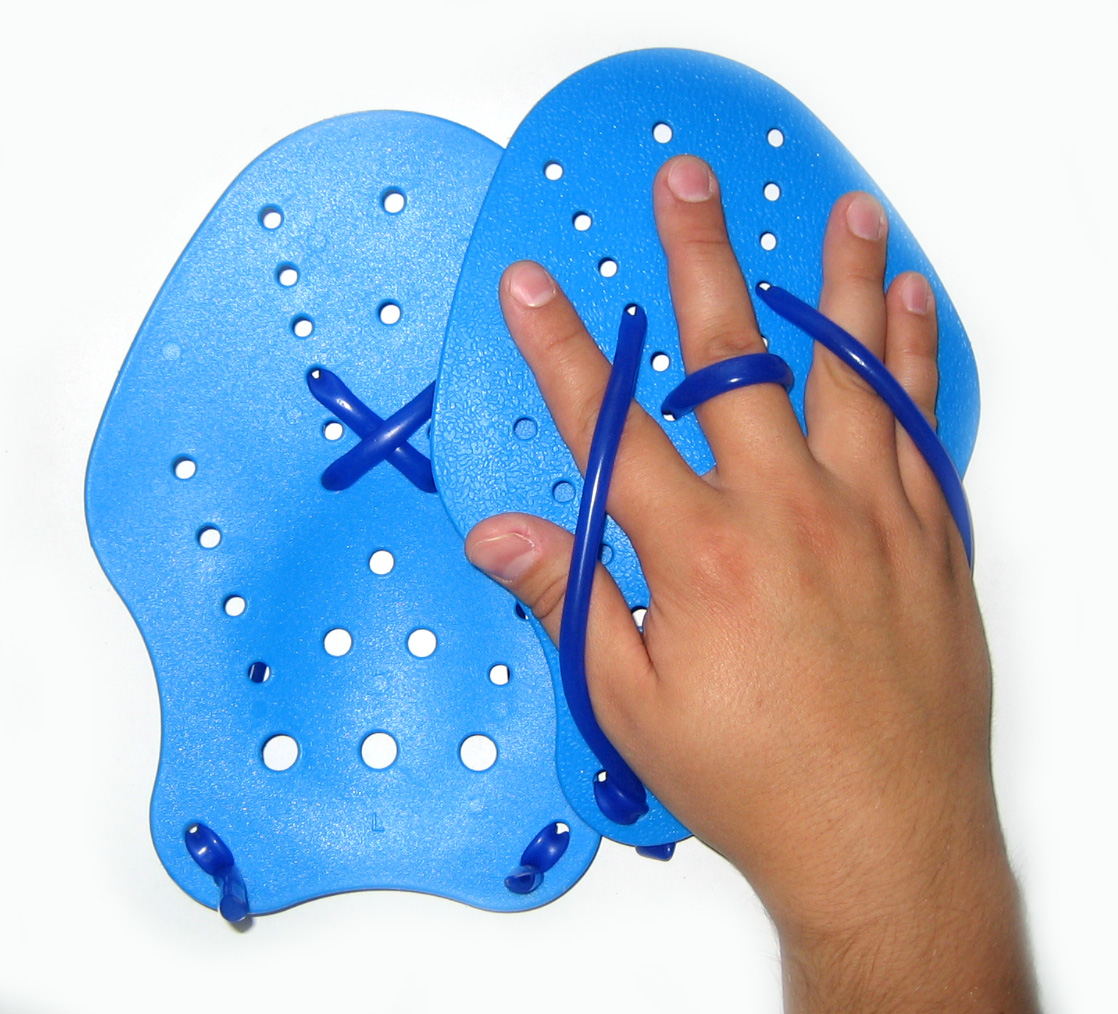
Przykład łopatki pływackiej

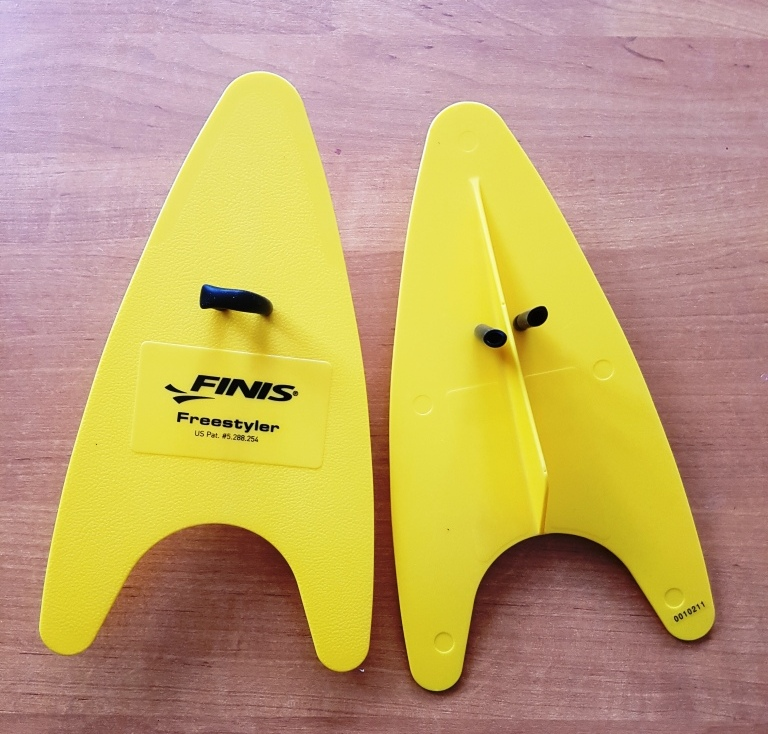
Wiosełka do treningu kraulowego. Wyróżniają się specyficznym kształtem oraz pionowym statecznikiem na spodniej stronie

Łapka, łopatka paletka pływacka, wiosełka do pływania – rodzaj plastikowej, płaskiej nakładki na dłoń pływaka, wykorzystywana do zwiększenia powierzchni zagarnianej wody podczas treningu. Umożliwia ona osiągnięcie większej prędkości w wodzie oraz intensywniejszą rozbudowę mięśni wykorzystywanych w danym stylu pływackim.

## Historia
Łopatka pływacka została wynaleziona w XIX wieku przez Benjamina Franklina, który znany jest jako pierwszy trener pływania Ameryki.